# St. Josef (Widdern)

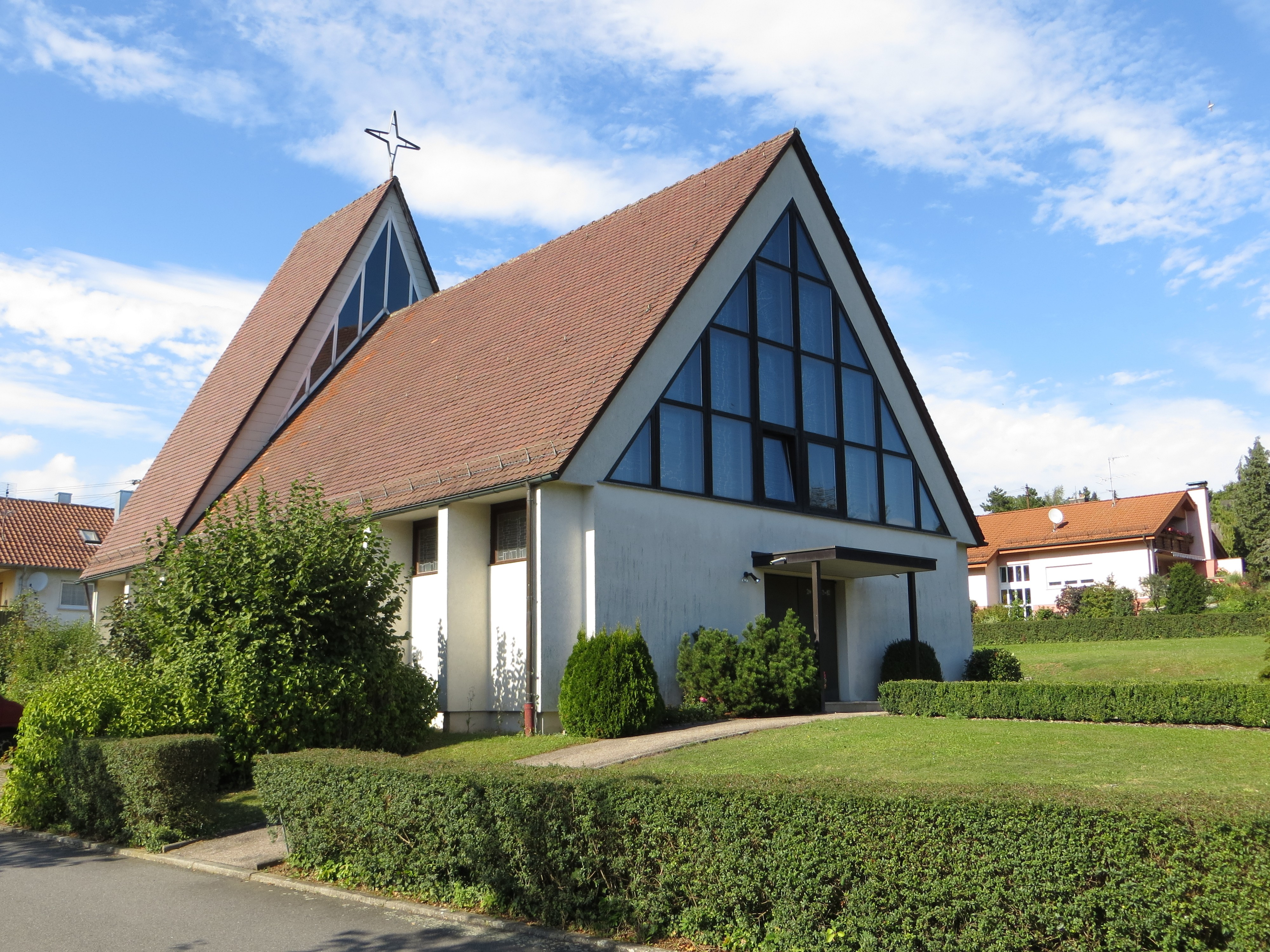
Katholische Kirche St. Josef in Widdern

Die katholische Kirche St. Josef in Widdern im Landkreis Heilbronn im nördlichen Baden-Württemberg wurde 1966 errichtet.

## Geschichte
Widdern war seit der Reformation evangelisch geprägt. Nach dem Zweiten Weltkrieg kamen zahlreiche katholische Vertriebene und Flüchtlinge aus dem Saarland, aus dem Sudetenland, aus der Tschechoslowakei, aus Ungarn und Rumänien in die Stadt. Die Katholiken wurden zunächst von der katholischen Pfarrei in Berlichingen betreut. Die Gottesdienste fanden anfangs in der evangelischen Laurentiuskirche statt, ab 1955 konnten die Katholiken einen Raum der Liebfrauenkapelle auf dem Friedhof nutzen.
In den frühen 1960er Jahren bot die Stadt der katholischen Gemeinde einen Bauplatz im Neubaugebiet an der Friedhofstraße an. Der, wie seinerzeit zahlreiche weitere Kirchen der Diözese Rottenburg, aus Gründen der Zeit- und Kostenersparnis unter Verwendung von Fertigteilen ausgeführte Serienbau nach Plänen von Paul Nagler begann im Frühjahr 1966 und wurde im Spätjahr desselben Jahres abgeschlossen. Im Gebäudeinneren wurden hauptsächlich Holz und Pressspanplatten als Baumaterial verwendet.
Die Kirche war neben der alten Liebfrauenkirche und der 1962 erbauten benachbarten neuapostolischen Kirche die dritte Kirche im Umkreis von wenigen Metern auf der westlich des Ortskerns gelegenen Anhöhe. Die Baukosten wurden von der Diözese Rottenburg und der Kirchengemeinde Berlichingen übernommen. Am 2. Oktober 1966 weihte Bischof Carl Joseph Leiprecht die Kirche. In der Kirche war einst eine Kopie der Widderner Madonna aus der Liebfrauenkapelle aufgestellt, die man später durch eine größere Statue ersetzte. Die beim Friedhof gelegene Kirche wurde seit 2007 außer für katholische Gottesdienste auch für Trauerfeiern aller Konfessionen genutzt.
In der Nacht vom 10. auf den 11. August 2024 brannte die Kirche bis auf die Grundmauern nieder. Aus der Sakristei konnten noch einige Gegenstände gerettet werden.